# Johan Hamel
Johan Hamel (Saint-Rambert-d'Albon, 11 ottobre 1980 – Nîmes, 15 novembre 2022) è stato un arbitro di calcio francese.

## Carriera
Il 6 marzo 2011 è chiamato a dirigere l'incontro di Ligue 1 tra Olympique Marsiglia e Lilla, compiendo il debutto tra i professionisti direttamente in massima divisione. Dalla stagione successiva è annoverato nei ranghi della Ligue 2, esordendo nella partita della prima giornata tra Châteauroux e Laval.
Nella stagione 2015-2016 entra ufficialmente tra gli arbitri della Ligue 1, arbitrando il 15 agosto l'incontro tra Troyes e Rennes.
Hamel è morto a causa di un ictus occorsogli durante un allenamento il 15 novembre 2022; dieci giorni prima aveva arbitrato per l'ultima volta in carriera, dirigendo la sfida tra Rennes e Lilla.